# Stwardniające zapalenie otrzewnej
Stwardniające zapalenie otrzewnej (in. otorbiające zapalenie otrzewnej; ang. sclerosing encapsulating peritonitis, SEP, abdominal cocoon syndrome) – rzadkie przewlekłe schorzenie otrzewnej, w którym poprzez odkładanie się tkanki łącznej w otrzewnej, dochodzi do tworzenia się „kokonu” otaczającego jelito.

## Historia
Stwardniające zapalenie otrzewnej zostało po raz pierwszy opisane pod nazwą peritonitis chronica fibrosa incapsulata przez Piotra Owczinnikowa w 1907 roku. Pierwsze przypadki wtórnego stwardniającego zapalenia otrzewnej w przebiegu dializy otrzewnowej zostały opisane w 1980 roku.

## Etiologia
Etiologia stwardniającego zapalenia otrzewnej etiologia jest nieznana. Proces charakteryzuje się nadmiernym rozrostem tkanki łącznej właściwej, którego następstwem jest tworzenie zlepów oraz zrostów, a w kolejnym etapie sztywnego kokonu zaciskającego pętle jelitowe. W patogenezie tworzenia się włóknienia otrzewnowego oraz neowaskularyzacji istotną rolę odgrywają cytokiny oraz fibroblasty. Postulowany jest kluczowy udział czynnika wzrostu tkanki łącznej za pośrednictwem transformującego czynnika wzrostu beta 1 (TGF-β1).
Czynnikami wywołującymi pierwotne stwardniające zapalenie otrzewnej mogą być:
- menstruacja wsteczna ze współistniejącą infekcją wirusową,
- zapalenie otrzewnej wywołane zapaleniem narządów miednicy mniejszej,
- zapalenie pochwy indukujące immunologiczne uszkodzenie tkanek w mechanizmie odpowiedzi komórkowej.

Czynnikami wywołującymi wtórne stwardniające zapalenie otrzewnej mogą być:
- leki (praktolol, tymolol, propranolol),
- procedury medyczne (dializa otrzewnowa, połączenie otrzewnowo-żylne, układ zastawkowy komorowo-otrzewnowy, chemioterapia dootrzewnowa, przeszczepienie wątroby),
- uraz,
- zakażenie wewnątrzbrzuszne (gruźlica, cytomegalia, ziarniniakowe zapalenie otrzewnej, nawracające zapalenie otrzewnej),
- procesy autoimmunologiczne (sarkoidoza, toczeń rumieniowaty układowy, rodzinna gorączka śródziemnomorska, ciało obce),
- choroby układu pokarmowego (marskość wątroby, nowotwory złośliwe przewodu pokarmowego, endometrioza, pęknięta torbiel skórzasta, otoczkowiak),
- choroby ogólnoustrojowe (niedobór białka S).

## Epidemiologia
Postać pierwotna stwardniającego zapalenia otrzewnej występuje przede wszystkim u kobiet w okresie dojrzewania zamieszkujących strefę międzyzwrotnikową lub podzwrotnikową (subkontynent indyjski, Chiny, Malezja, Singapur, Nigeria, Kenia i Republika Południowej Afryki). Sporadycznie może również występować u osób dorosłych w innych strefach klimatycznych.
Postać wtórna występuje najczęściej w przebiegu dializy otrzewnej i występuje u 1% procenta dializowanych. Częstość występowania stopniowo wzrasta w miarę długości prowadzenia dializ otrzewnowych i w ósmym roku osiąga 20%.

## Obraz kliniczny
Choroba jest często bezobjawowa zwłaszcza w początkowym okresie. Objawy są niecharakterystyczne: nudności, wymioty, ból brzucha, zmniejszenie ultrafiltracji podczas dializy otrzewnowej, w późniejszym okresie pojawiają się objawy przewlekłej niedrożności jelit zarówno częściowej, jak i całkowitej.

## Rozpoznanie
Rozpoznanie stawiane jest na podstawie obrazu klinicznego oraz badań obrazowych:
- przeglądowe zdjęcie jamy brzusznej (zwapnienia w otrzewnej[8] i w ścianie jelit[7], w przypadku wystąpienia niedrożności jelit typowy obraz radiologiczny[7]),
- badanie dwukontrastowe przewodu pokarmowego (wydłużony pasaż jelitowy, przesunięcie pętli jelitowych do nadbrzusza, zatarcie fizjologicznych haustracji, obecność płynu w świetle jelit[4], charakterystyczny obraz zbitych jelit określany jako objaw kalafiora lub wzór akordeonu[7]),
- ultrasonografia (przemieszczone pętle jelitowe otoczone pogrubiałą otrzewną połączone w jedną całość na obraz kokonu[4]),
- tomografia komputerowa (zlokalizowane wodobrzusze, zrosty jelitowe, zwężenie jelit, zwapnienia w błonie otrzewnowej, pogrubienie błony otrzewnowej).

W przypadkach wątpliwych diagnostycznie konieczne może być wykonanie laparoskopii z pobraniem wycinków do badania histopatologicznego. U pacjentów poddawanych dializie otrzewnowej obserwuje się krwisty płyn dializacyjny z podwyższonymi poziomami mediatorów przeciwzapalnych oraz markerów aktywacji krzepnięcia krwi oraz fibrynolizy.

## Diagnostyka różnicowa
- gruźlica otrzewnej[8]
- międzybłoniak[8]

## Leczenie
U pacjentów ze średnio nasilonymi objawami stosowane jest postępowanie zachowawcze: odbarczenie żołądka za pomocą sondy oraz żywienie dojelitowe lub pozajelitowe. Pacjenci z objawami niedrożności jelit zwykle wymagają leczenia operacyjnego (uwolnienie jelit z kokonu włóknikowego – enteroliza) z uwalnianiem zrostów (adhezjoliza chirurgiczna). Leczenie farmakologiczne zalecane jest u pacjentów z nawrotem choroby po leczeniu operacyjnym oraz u tych u których leczenie operacyjne jest niemożliwe i zaleca się tamoksyfen, kortykosteroidy, kolchicynę, azatioprynę oraz kwas mykofenolowy.

## Rokowanie
W grupie pacjentów z przewlekłą chorobą nerek w fazie schyłkowej niewydolności nerek rokowanie jest poważne i całkowita śmiertelność wynosi do 70%. Śmiertelność pooperacyjna w przypadku konieczności wykonania enterolizy wynosi 10%, natomiast w przypadku konieczności usunięcia jelit z wykonaniem zespoleń chirurgicznych wynosi 40–80%.
Objawy nawracają u 25% pacjentów poddawanych dializie otrzewnowej w okresie 12–24 miesięcy.